# Wrocławski mięsny
Wrocławski mięsny , wrocławski wystawowy – rasa gołębia skalnego (Columba livia) występująca w niewoli. Rasa ta powstała przy użyciu skrzyżowania gołębia pocztowego z rysiem polskim oraz ras amerykańskich. Celem miało być pozyskanie lotnego gołębia o dużej ilości mięsa do spożywania. Prace nad powstaniem rasy zaczęły się w 1990, a skończyły w 1994, wówczas zaczęto tą rasę intensywnie namnażać. Rasa pochodzi z Wrocławia, prace nad nią odbywały się we wrocławskiej AR.

## Historia
Obecnie istnieje dość mało gołębi typu mięsnych – ok. 50 ras. Ponieważ w gospodarstwach wiejskich było zapotrzebowanie na gołębie mięsne o dostatecznych zdolnościach lotnych prof. dr hab. Bolesław Nowicki, z ówczesnej Akademii Rolniczej we Wrocławiu, zapoczątkował w 1990 r. prace nad wytworzeniem nowej polskiej rasy gołębi . Profesor założył, że nowa rasa będzie miała dostateczną zdolność lotną, co miało zapewnić ptakom możliwość samodzielnego żerowania poza gołębnikiem i powracania do gołębnika, a jednocześnie przysporzyć hodowcy nieco wrażeń estetycznych podczas obserwowania aktywnego zachowania się ptaków na wolności . 
Najważniejszym jednak celem hodowlanym było uzyskanie korzystnych wartości cech użytkowości mięsnej młodych gołębi i jakości kulinarnej ich mięsa, a zwłaszcza obniżenie zawartości tłuszczu w tuszy, uzyskanie cieńszych włókien mięśniowych, a także większego udziału części jadalnych w tuszy niż w tuszach gołębi innych ras mięsnych (king, ryś polski, strasser) .
Prace nad rasą rozpoczęły się w 1990 roku, a skończyły w 1994 (niektóre źródła podają datę 1998). Protoplastami wrocławskiego wystawowego były: Ryś polski, gołąb pocztowy, king i teksanery (amerykański mięsny). Początkowo, mieszańce pierwszego pokolenia (były to samce oznaczane jako F¹) powstałe w wyniku kojarzenia tych pierwszych były następnie krzyżowane z amerykańskimi gołębiami typu mięsnego – powstało po tym pokolenie oznaczone numerem F², znane dziś jako wrocławski mięsny.

## Budowa
Wrocławski wystawowy jest gołębiem dużym, osiąga wagę do 900 g i długość 35–40 cm, mając przy tym wysoką wartość rzeźną. Już w wieku 28 dni osiąga wagę 650–750 g. Pierś jest szeroka i wypukła. Linia grzbietowa łagodnie opada ku nasadzie ogona . Swym pokrojem przypomina swych przodków. Skrzydła ułożone normalnie, rozpiętość skrzydeł do 76 cm. Mają bardzo dobrą nieśność: potrafią złożyć aż 12 jaj, w tym 85% z nich są zapłodnione (rodzice także dobrze wyprowadzają lęgi, ponieważ aż 90% piskląt dożywa terminu uboju). Skoki nieopierzone. Tęczówka jest barwy piaskowej lub pomarańczowej, woskówki są średniej wielkości, białe . Wydajność części jadalnych wynosi od 82% do 87%.
Ptaki te mają tendencję do przybierania mniejszej masy niż oczekiwana . Nie jest to korzystne, ponieważ gołębie ras mięsnych w wieku 4 tygodni przeznaczane są na ubój i mniejsza masa ciała oznacza mniejszą masę tuszki przeznaczonej do konsumpcji, z kolei gołębie o mniejszej masie ciała mają lepszą nieśność i rzadko dochodzi w lęgu to stłuczenia jaj .
Numer obrączki u tego ptaka powinien zawierać cyfrę 9.